# Балинский, Кароль
Кароль Балинский (пол. Karol Baliński; 21 мая 1817, Дзежковице, Люблинское воеводство — 10 января 1864, Львов) — польский поэт романтической школы.

## Биография
Сын легионера из соединений генерала Домбровского, сражавшегося в Западной Европе во время Наполеоновских войн, и испанки, с которой он в это время познакомился. Вскоре после окончания лицея в Варшаве был в 1839 году сослан в Сибирь, отбывал ссылку в Ишиме, где познакомился с Густавом Зелинским и Адольфом Янушкевичем. В 1842 году был освобождён и вернулся в Польшу, где активно занялся литературной деятельностью, в 1845 году выпустил первый сборник. В 1846 году был арестован повторно, провёл несколько месяцев в заключении и был отпущен после вердикта врачей о скорой смерти. После этого выехал во Львов и принял участие в волнениях 1848 года. Затем перебрался в Познань, где выпустил в 1849 году собрание стихотворений общеромантической направленности и некоторое время был соредактором журнала «Крест и меч» (пол. Krzyż i miecz). С 1851 года жил в эмиграции в Бельгии и Франции. В 1863 году вернулся на польские земли для участия в Январском восстании, однако не смог сыграть в нём активную роль ввиду слабого состояния здоровья.
Ряд сочинений Балинского проникнут религиозным настроением, прежде всего неоконченная поэма в духе Клопштока «Страсти Спасителя» (пол. Męczeństwo Zbawiciela; 1863). Кроме оригинальных сочинений, Балинский перевёл с испанского, языка своей матери, трагедию Педро Кальдерона «Los dos amantes del cielo» под заглавием «Kochankowie nieba».